# 傅盛
傅盛（1978年3月6日－），中国企业家，江西景德镇人。猎豹移动（Cheetah Mobile）董事长兼首席执行官（CEO），猎户星空（Orion Star）董事长。

## 职业生涯
1999年，傅盛加入厦华电脑，担任电子商务部负责人，首次接触电子商务领域。2001年，加入北京国信贝斯软件有限公司，负责企业全文检索技术的开发。2003年至2005年，他在3721公司（后被雅虎中国收购）担任总监。2005年，傅盛加入奇虎公司（后更名为奇虎360），担任360安全卫士团队负责人，2008年，因与创始人周鸿祎在发展理念上的分歧，傅盛辞职离开奇虎360。
2008年，傅盛加入经纬中国，担任副总裁。2009年，他创立可牛影像并担任董事长兼CEO，推出了可牛杀毒等产品。2010年11月，在雷军的推动下，可牛影像与金山安全合并成立金山网络（后更名为猎豹移动），傅盛出任CEO。2016年，傅盛创立猎户星空，专注于人工智能与机器人技术。